# Halte Baarland

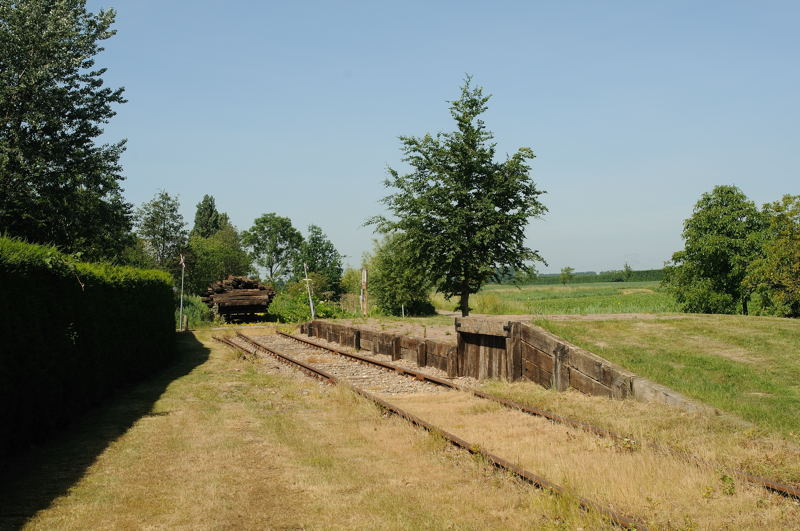
Het perron voor de museumtreinen van de SGB

Station Baarland is een voormalig station te Baarland aan de tramlijn Goes - Hoedekenskerke - Goes van de voormalige Spoorweg-Maatschappij Zuid-Beveland. Het is in 1927 gebouwd en behoort tot het standaardtype ZB. Sinds 2010 is het station het eindpunt van de Stoomtrein Goes - Borsele. Stoomtreinen komen er niet omdat de lijn hier eindigt en er geen omloopspoor aanwezig is. De dienst tussen halte Baarland en station Hoedekenskerke wordt met motorrijtuigen uitgevoerd.

## Externe link

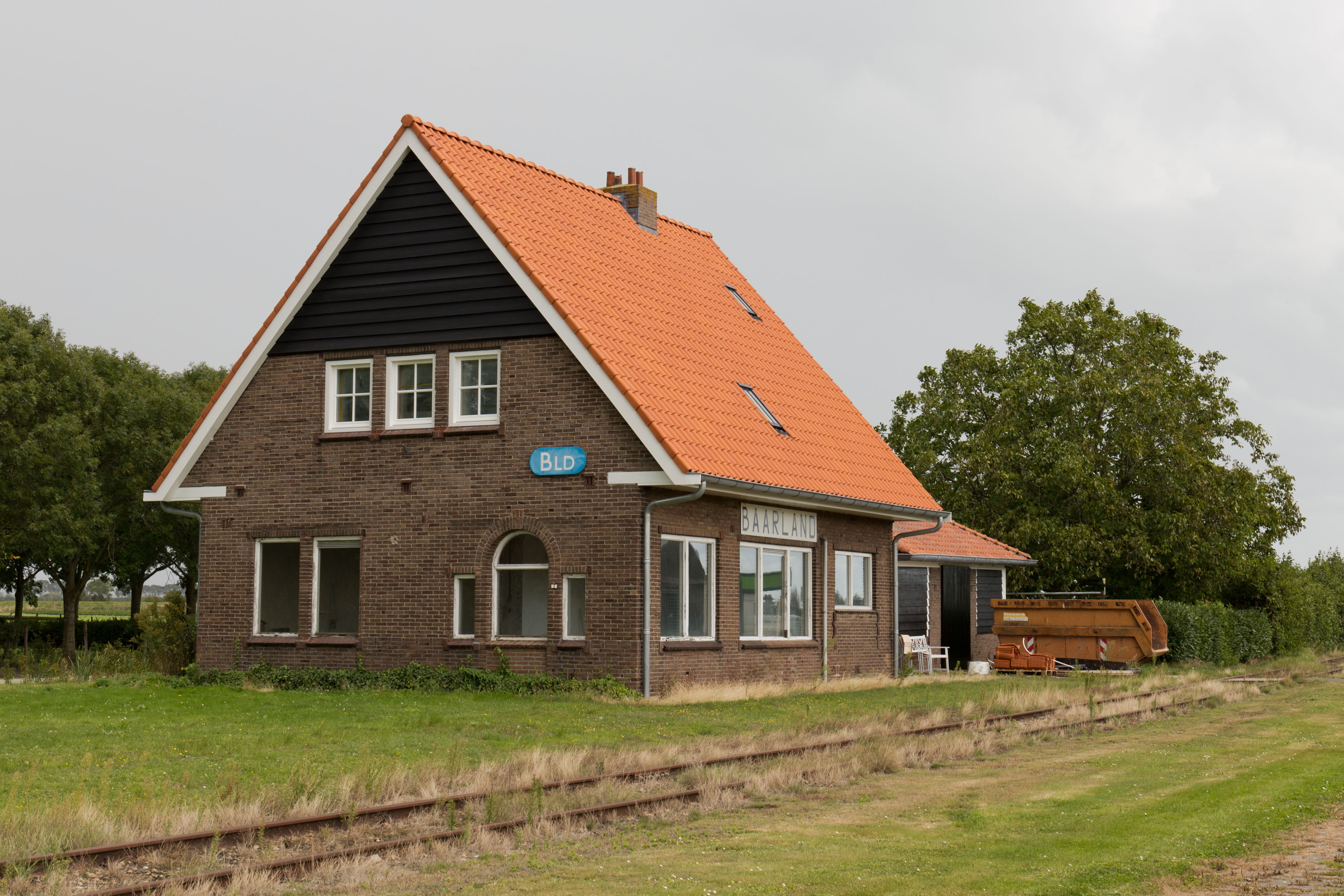
Halte Baarland in september 2019